# Косса
Косса (ест. Kossa) — село в Естонії, входить до складу волості Міссо, повіту Вирумаа.